# Вудленд-Гіллс (Небраска)
Вудленд-Гіллс (англ. Woodland Hills) — переписна місцевість (CDP) в США, в окрузі Ото штату Небраска. Населення — 232 особи (2020).

## Географія
Вудленд-Гіллс розташований за координатами 40°45′4″ пн. ш. 96°25′15″ зх. д. / 40.75111° пн. ш. 96.42083° зх. д. (40.751099, -96.420942).  За даними Бюро перепису населення США в 2010 році переписна місцевість мала площу 0,95 км², з яких 0,93 км² — суходіл та 0,02 км² — водойми.

## Демографія
Згідно з переписом 2010 року, у переписній місцевості мешкало 215 осіб у 87 домогосподарствах у складі 82 родин. Густота населення становила 227 осіб/км².  Було 88 помешкань (93/км²).
Расовий склад населення:
| - 100,0 % — білих |

До двох чи більше рас належало 0,0 %. Частка іспаномовних становила 0,0 % від усіх жителів.
За віковим діапазоном населення розподілялося таким чином: 18,1 % — особи молодші 18 років, 67,9 % — особи у віці 18—64 років, 14,0 % — особи у віці 65 років та старші. Медіана віку мешканця становила 52,2 року. На 100 осіб жіночої статі у переписній місцевості припадало 104,8 чоловіків;  на 100 жінок у віці від 18 років та старших — 97,8 чоловіків також старших 18 років.
Середній дохід на одне домашнє господарство  становив 127 777 доларів США (медіана — 124 286), а середній дохід на одну сім'ю — 124 058 доларів (медіана — 123 750). За межею бідності перебувало 4,1 % осіб, у тому числі 0,0 % дітей у віці до 18 років та 0,0 % осіб у віці 65 років та старших.
Цивільне працевлаштоване населення становило 86 осіб. Основні галузі зайнятості: фінанси, страхування та нерухомість — 27,9 %, освіта, охорона здоров'я та соціальна допомога — 25,6 %, виробництво — 15,1 %, транспорт — 8,1 %.